# 소나무좀
소나무좀(학명: Tomixus piniperda 토믹수스 피니페르다[*])은 딱정벌레목 나무좀과의 곤충이다. 주로 소나무, 곰솔, 리기다소나무, 잣나무 등의 나무에 피해를 입히며, 성충은 광택이 있는 암갈색이며 회색의 털이 있고 더듬이의 마디 갯수는 4개이다.

## 피해
- 월동한 성충이 나무 줄기나 가지의 껍질 밑에 구멍을 뚫고 들어가 형성층에 산란하면 부화한 유충이 인피부를 식해하여 수목의 양분과 이동을 단절시켜 임목을 고사시키는 2차해충이다.

- 6월 초부터는 우화하여 새로 나온 성충이 신초를 가해하여 고사시키는 후식(後食) 피해를 준다.

## 생활사
- 1년에 1회 발생하고 1년에 1마리가 3개 이상의 새순을 가해한다.

- 11월부터 성충의 형태로 수간의 지면 가까운 부분이나 뿌리 근처의 수피 틈에서 월동한다.

- 부화한 유충은 어미가 파 놓은 갱도와 직각으로 굴을 파고 5월 하순~6월 하순 구멍 속에서 번데기가 된다. 3월 하순~4월 상순에 월동 성충이 벌채된 나무나 수세가 쇠약한 나무의 수피밑 형성층에 구멍을 뚫고 침입하여 밑에서 위로 10cm 정도의 갱도를 뚫고 양쪽에 60개 내외의 알을 낳는다.

- 산란기간은 12~20일이다.

- 6월 초순부터 성충이 우화하여 10월 하순까지 소나무 새순에 구멍을 뚫고 먹어 들어가 새순은 적갈색으로 고사한다.

## 방제
- 수세가 약한 나무를 제거한다.

- 먹이나무를 배치하여 월동 성충이 산란하게 한 후 5월에 박피하여 소각한다.

## 참고 문헌
- 부민문화사 자연과학부, 『2021 리뉴얼 산림기사 산업기사 2: 산림보호.임도.사방』, 부민문화사, 2021